# وارطان آتابکیان
وارطان نلسونی آتابکیان (ارمنی: Վարդան Նելսոնի Աթաբեկյան؛ زادهٔ ۲۰ آوریل ۱۹۸۱) یک سیاستمدار اهل ارمنستان است که از تاریخ ۲۰۱۹ تا تاریخ ۲۰۲۱ سمت نمایندگی دوره هفتم مجلس ملی جمهوری ارمنستان را برعهده داشت.

## زندگی‌نامه
وی در ۲۰ آوریل ۱۹۸۱ در ایروان به دنیا آمد و از دانشگاه دولتی ایروان فارغ‌التحصیل شد. 